# Earnest Evans
Earnest Evans (アーネスト・エバンス Ānesuto Ebansu) är ett plattforms-actionspel från 1991, utgivet i Japan till Sega Mega-CD, och i Nordamerika till Sega Genesis. Spelet utvecklades av Wolf Team som också utgav det i Japan, medan det i Nordamerika utgavs av Renovation. Precis som Sol-Feace, släpptes musiken även på en CD-skiva. Spelet är det första i en trilogi spel, och följs upp av El Viento och Anett Futatabi.
Spelet är sidscrollande och huvudpersonen använder sig av en piska. Spelet påminner något om de i Castlevaniaserien. Ytterligare vapen som kan hittas är exploderande stenar, morgonstjärna, och ett hammarliknande vapen. Äventyret går genom ruiner i Mexiko, och Peru, på tåg i rörelse, en skog, och Grand Canyon.

## Handling
Under 1930-talet får en man vid namn Earnest Evans reda på att tre uråldriga andar hotar att förinta hela Jorden. Han ger sig ut för att leta efter dem, men skadas innan han kan hitta alla tre. Flera år senare fortsätter hans sonson Earnest Evans III resan för att rädda mänskligheten från undergång. 
Samtidigt letar den rivaliserande skattjägaren Brady Tresidder efter samma andar, för att förinta världen. Evans måste hitta dem först. På sin resa stöter han på den unga grönhåriga flickan Annet Myer i ruinerna i Peru, och hon bestämmer sig för att slå följe med honom. De stöter snart på den mystiske personen Sigfried, som har motiv okända, men verkar känna till en hel del om Hastur och hans sekt.

### Fotnoter
1. ↑  http://snesmusic.org/motoisakuraba/static/Earnest_Evans.html#Earnest%20Evans
2. ↑  ”Arkiverade kopian”. Arkiverad från originalet den 11 januari 2005. https://web.archive.org/web/20050111075048/http://www.gamefaqs.com/console/genesis/review/R61651.html. Läst 20 maj 2015.
3. ↑  Kalata, Kurt. ”Hardcore Gaming 101: Earnest Evans Series”. Hardcore Gaming 101. Arkiverad från originalet den 2 juni 2014. https://web.archive.org/web/20140602021806/http://www.hardcoregaming101.net/earnestevans/earnestevans.htm. Läst 5 juni 2014.
4. ↑  http://www.honestgamers.com/systems/content.php?game_id=3197&console_id=11&review_id=3396
5. ↑  http://www.ign.com/games/earnest-evans/gen-6441#reviews